# Alexej I. Michajlovič
Alexej Michajlovič (rusky Алексей Михайлович Тишайший), 19. března 1629 Moskva – 29. ledna 1676 Moskva), syn Michaila I. Fjodoroviče (1613–1645) z dynastie Romanovců, byl v letech 1645 až 1676 ruským carem.

## Životopis
Alexej Michajlovič přijal vládu ve věku 16 let. Byl velmi zbožný, dbal na lesk svého dvora, nevěděl si však valně rady v ekonomických záležitostech. Uděloval úlevy rychle bohatnoucím kupcům i privilegia duchovenstvu; na druhé straně však v roce 1649 vydal mimořádně tvrdý zákoník Sobornoje uloženje, který zaváděl brutální tělesné tresty nebo dlouholeté vyhnanství na Sibiři za nejmenší přestupky; tíživé bylo rovněž zvýšení daně ze soli. V důsledku těchto i dalších rozhodnutí došlo k rozsáhlým povstáním jak rolnickým, tak ve městech, proti bojarům i proti státním úředníkům. Největší dopad mělo tzv. „solné povstání“ v městech a car musel část svých rozhodnutí stáhnout a poslat na čas do vyhnanství svého švagra, zkorumpovaného bojara Borise Morozova. Car Alexej proslul zbožností, ale také zálibou v dobrém jídle a v lovu, zejména v sokolnictví.
Roku 1653 provedl moskevský patriarcha Nikon církevní reformu, jejíž podstatou byly zejména opravy bohoslužebných knih. Proti tomu se postavila část kněží pod vedením protopopa Avvakuma a utvořila se frakce starověrců. Roku 1658 se však ambiciózní Nikon dostal do sporu se samotným carem, v důsledku toho byl Nikon nucen odejít z Moskvy a roku 1666 jej car Alexej nechal církevním synodem sesadit s postu patriarchy a uvěznit. Tyto spory uvnitř pravoslavné církve přispívaly k růstu napětí v ruské společnosti.
V letech 1651–53 došlo k válce Ruska s Persií o vliv v oblasti Kavkazu. V roce 1654 uzavřelo Rusko v Perejaslavi smlouvu s Ukrajinou, spravovanou hejtmanem Bohdanem Chmelnickým, současně se započetím nové rusko-polské války (1654–1667). Ruská vojska tehdy obsadila Smolensk, celé Bělorusko a část Litvy s Vilniusem. Napadení Polska Švédskem způsobilo ukončení války smlouvou v Niemieży, načež Rusko započalo válku se Švédskem, která skončila dohodou v roce 1668. Po odchodu Švédů z Polska a poté, co hejtman Ivan Vyhovski uznal polskou svrchovanost nad Ukrajinou, Alexej obnovil válku s Polskem; tu ukončila až smlouva v Andruszově v roce 1667, která Rusku přiznala oblast smolenskou, černichovskou a severskou a celou zadněperskou Ukrajinu i s Kyjevem.
Car Alexej sice nebyl mimořádný panovník, ale dokázal se obklopit velmi schopnými rádci, kteří spoluurčovali směřování jeho vlády. Patřil k nim zejména laskavý a inteligentní Fjodor Rtiščev, zvaný carovo svědomí, který inicioval založení první moskevské nemocnice, dále například prozápadně orientovaný bojar Artamon Matvejev, poručník carovy druhé manželky Natálie Kirillovny nebo představený posolského prikazu Afanasij Ordyn-Naščokin, který pro Rusko vyjednával zahraniční spojenectví a mírové smlouvy, zasloužil se i o to, že v Rusku začal fungovat určitý druh pošty. Prozápadní orientace se za Alexejovy vlády projevila zakládáním prvních manufaktur, dovozem a prvními překlady zahraniční literatury, ale hlavně reformou vojenství, kde byly po boku střelců, kozáků a zemské hotovosti stavěny pluky nového typu, vyzbrojené a vystrojené západoevropským způsobem (dragouni, rejtaři, mušketýři). Jejich výcvikem a velením byli pověřeni tzv. plukovníci (polkovniki), obvykle Němci, Skotové nebo jiní cizinci v carských službách.
V letech 1662–1671 vznikala v Rusku řada bouří a povstání mužiků, vyvolaných těžkým útiskem velkých vlastníků půdy. Roku 1662 vypukla v Moskvě tzv. Měděná vzpoura, a to v reakci na měnovou reformu, spojenou s masovým zaváděním měděných mincí místo dosavadních stříbrných. Největší a nejkrutější z nich vypuklo roku 1670 pod vedením kozáckého atamana Stěpana Razina a kromě mužiků se ho účastnili i donští kozáci a původní obyvatelé Povolží – Marijci, Mordvini a Čuvaši. Povstání trvalo dva roky a mělo charakter občanské války, zasáhlo oblast na dolním Donu a celé Povolží od Astrachaně až po Simbirsk. Razin své povstání podle vlastních slov vedl proti „lepším lidem“, rebelové při něm plenili a vypalovali města a šlechtická sídla, popravovali vojevody a zřizovali ve městech samosprávu kozáckého typu. Povstání zakončila až vojenská porážka regulérním carským vojskem u Simbirska a následné brutální represe, při nichž bylo zmasakrováno až 10 000 rebelů. Vůdce povstání byl po návratu na Don zajat, vydán carovi a 6. 6. 1671 v Moskvě veřejně popraven. Roku 1671 proběhlo menší povstání i v samotné Moskvě, a to v souvislosti s propuknuvší epidemií moru.
V témže roce začal car krutě pronásledovat starověrce. Mezi oběti represí patřila i bojarka a bývalá carevnina dvorní dáma Feodosija Morozovová a její sestra kněžna Urusovová. Car je nechal uvěznit ve městě Borovsk a umučit v žaláři hladem.
Po smrti cara Alexeje vládu v Rusku převzal jeho nejstarší žijící syn, Fjodor III. Alexejevič (1676–1682).

## Manželství a děti
Alexej Michajlovič byl otcem 16 potomků ze dvou manželství:
Potomci z manželství s Marií Iljiničnou Miloslavskou (celkem 13 dětí):
- Dmitrij (22. srpna 1648 – 6. října 1649)
- Jevdokija (17. února 1650 – 10. května 1712), svobodná a bezdětná
- Marfa (26. srpna 1652 – červen 1707), svobodná a bezdětná
- Alexej (15. února 1654 – 17. ledna 1670)
- Anna (23. ledna 1655 – 9. května 1659)
- Sofie (27. září 1657 – 14. července 1704), v letech 1682–1689 vladařkou Ruského carství, svobodná a bezdětná
- Kateřina (27. listopadu 1658 – 1. května 1718), svobodná a bezdětná
- Marie (18. ledna 1660 – 9. března 1723), svobodná a bezdětná
- Fjodor (9. června 1661 – 7. května 1682), ruský car od roku 1676 až do své smrti,
⚭ 1680 Agafja Semjonovna Grušecká (1663–1681)
⚭ 1682 Marfa Matvejevna Apraksina (1664–1716)
- Feodosija (29. března 1662 – 14. prosince 1713), jeptiška
- Simeon (3. dubna 1665 – 18. června 1669)
- Ivan (6. září 1666 – 8. února 1696), jako Ivan V. ruský car od roku 1682 až do své smrti, ⚭ 1684 Praskovja Fjodorovna Saltykovová (12. října 1664 – 13. října 1723)
- Jevdokija (*/† 1669)

Potomci z manželství s Natálií Kirilovnou Naryškinovou (3 děti):
- Petr (9. června 1672 – 8. února 1725), jako Petr I. Veliký ruský car od roku 1682 až do své smrti,
⚭ 1689 Jevdokija Lopuchinová (9. července 1669 – 7. září 1731)
⚭ 1712 Kateřina I. Ruská (15. dubna 1684 – 17. května 1727)
- Natálie (22. srpna 1673 – 18. června 1716), svobodná a bezdětná
- Feodora (4. září 1674 – 28. listopadu 1678)

## Zajímavost
Na počest cara Alexeje v roce 1904 car Mikuláš II. dal svému prvnímu synovi (pátému potomkovi) a následníkovi trůnu jméno Alexej. Chlapec se měl stát carem Alexejem II., k tomu však nikdy nedošlo, neboť v roce 1918 byl s celou carskou rodinou v Jekatěrinburgu zavražděn. Carevič Alexej měl tehdy několik týdnů před čtrnáctými narozeninami.